# Positively 4th Street
Positively 4th Street ist ein Rocksong von Bob Dylan, der von Bob Johnston produziert wurde und im September 1965 bei Columbia Records als Single veröffentlicht wurde.
Der Song wurde am 29. Juli 1965 während der Sessions zum Album Highway 61 Revisited aufgenommen, aber nicht für das Album verwendet.
Das Stück wurde nach Like a Rolling Stone Dylans zweite Hit-Single in den US-Charts; sie schaffte es bis auf Platz 7, in Großbritannien belegte sie Rang 8. In Kanada erreichte die Nummer sogar Platz 1 der Single-Charts. Als B-Seite suchte man From a Buick 6 aus dem Highway 61-Album aus.
Heutzutage gilt der Song als einer der besten, die Dylan je aufgenommen hat. Er selbst fand die Coverversion von Johnny Rivers, wie er in seinen autobiographischen Aufzeichnungen Chronicles, Volume One schrieb, besser als seine eigene. In der Liste des Rolling Stone der 500 besten Songs aller Zeiten belegt Positively 4th Street Rang 203.
2002 erstellte das Uncut Magazine eine Liste der besten Dylan-Songs, auf der das Lied Platz 12 erreichte. Das Mojo Magazine setzte den Song in ihrer Dylan-Song-Liste aus dem Jahr 2005 hinter Like a Rolling Stone auf Platz 2.

## Inhalt
Der Text ist eine bissige und sarkastische Abrechnung, welche der Ich-Erzähler mit einer weiteren Person macht. Er wirft ihr vor, immer nur auf ihren eigenen Vorteil hinzuarbeiten, und sie sei gar kein richtiger Freund. Außerdem versuche sie, sich als Opfer darzustellen und wolle immer nur bei den Gewinnern sein.
Gegen Ende erwähnt der Ich-Erzähler, dass er sich wünscht, sein Gegenüber könnte ihn einmal so sehen, wie er ihn sieht, damit er erkennt, dass es alles andere als erfreulich ist, ihn zu sehen.
Der Titel Positively 4th Street (deutsch: „Definitiv die vierte Straße“) taucht im ganzen Song nicht auf, was bei Hörern zu Debatten führte, woher er rühre. Viele sehen einen autobiographischen Bezug, da Dylan in Manhattan einst in der vierten Straße gewohnt hat.
Adressat der Abrechnung könnte laut Michael Gray sein Freund Izzy Young gewesen sein, der Dylan in der Szenezeitung East Village Other Abstinenz bei den Antivietnamkriegsdemonstrationen vorwarf. – Andere sahen im Text des Songs Dylans Antwort auf das zwiespältige Echo, den sein Auftritt beim Newport Folk Festival – am 25. Juli 1965, also gerade einmal vier Tage vor der Aufnahmesession – hervorgerufen hatte. Er selbst verneinte diese Vermutung stets.

## Coverversionen
Wie fast alle Hits von Dylan wurde auch Positively 4th Street von anderen Künstlern aufgenommen. Der erste war Johnny Rivers; außerdem versuchten sich u. a. die Beatles, die Byrds, die Jerry Garcia Band und Larry Norman an dem Stück. Weitere Cover-Versionen gibt es von Bryan Ferry und Simply Red. Außerdem veröffentlichte Spoken einen Song mit dem Titel 4th Street, der jedoch keinen direkten Bezug zu Dylans Stück herstellt.